# Korfu
Korfu, starożytna Kerkyra (gr. Κέρκυρα Kérkira, łac. Cercyra; wł. Corfu) – górzysta wyspa w Grecji, w północnej części Morza Jońskiego u wybrzeży Albanii.
Łącznie z kilkoma pobliskimi wysepkami tworzy gminę Korfu, w jednostce regionalnej Korfu, w regionie Wyspy Jońskie, w administracji zdecentralizowanej Peloponez, Grecja Zachodnia i Wyspy Jońskie. Stolicą wyspy jest miasto Korfu (zwane też Kerkirą).

## Historia

### Starożytność od kolonizacji do rzymskiego podboju
Wyspa Kerkyra skolonizowana została przez Korynt w połowie VIII wieku p.n.e. Greckie kolonie zazwyczaj utrzymywały zażyłe więzi ze swymi metropoliami, jednak dążącą do niepodległości Kerkyrę łączyły z Koryntem wrogie stosunki. Koryncki tyran Periander zmusił Kerkyrę do uległości (koniec VII wieku p.n.e.), ale wkrótce odzyskała ona niezależność.
Około 575 r. p.n.e. w Kerkyrze powstała świątynia Artemidy, „najstarszy zachowany przykład rozwiniętego porządku doryckiego, z kamiennymi kolumnami, belkowaniem i wystrojem rzeźbiarskim”.
Na początku V wieku p.n.e. sycylijski tyran Hippokrates próbował podporządkować sobie Syrakuzy, czemu zapobiegła wspólna interwencja Koryntu i Kerkyry.
Podczas wyprawy Kserksesa (480–479 p.n.e.) Kerkyra zachowała neutralność, co w praktyce oznaczało opowiedzenie się po stronie perskiej.
W 435 r. p.n.e. nastąpiła eskalacja konfliktu z Koryntem. Przyczyną był spór o kontrolę nad miastem Epidamnos, założonym wspólnie przez osadników z obu polis (drugą wspólną kolonią Kerkyry i Koryntu była Apollonia Iliryjska). Rywalizacja pomiędzy Kerkyrą (wspieraną przez Ateny) a Koryntem (sojusznikiem Sparty) była jednym z wydarzeń bezpośrednio poprzedzających wybuch II wojny peloponeskiej.
W wyniku pokoju zawartego po I wojnie iliryjskiej (229–228 p.n.e.) Kerkyra znalazła się pod panowaniem rzymskim.

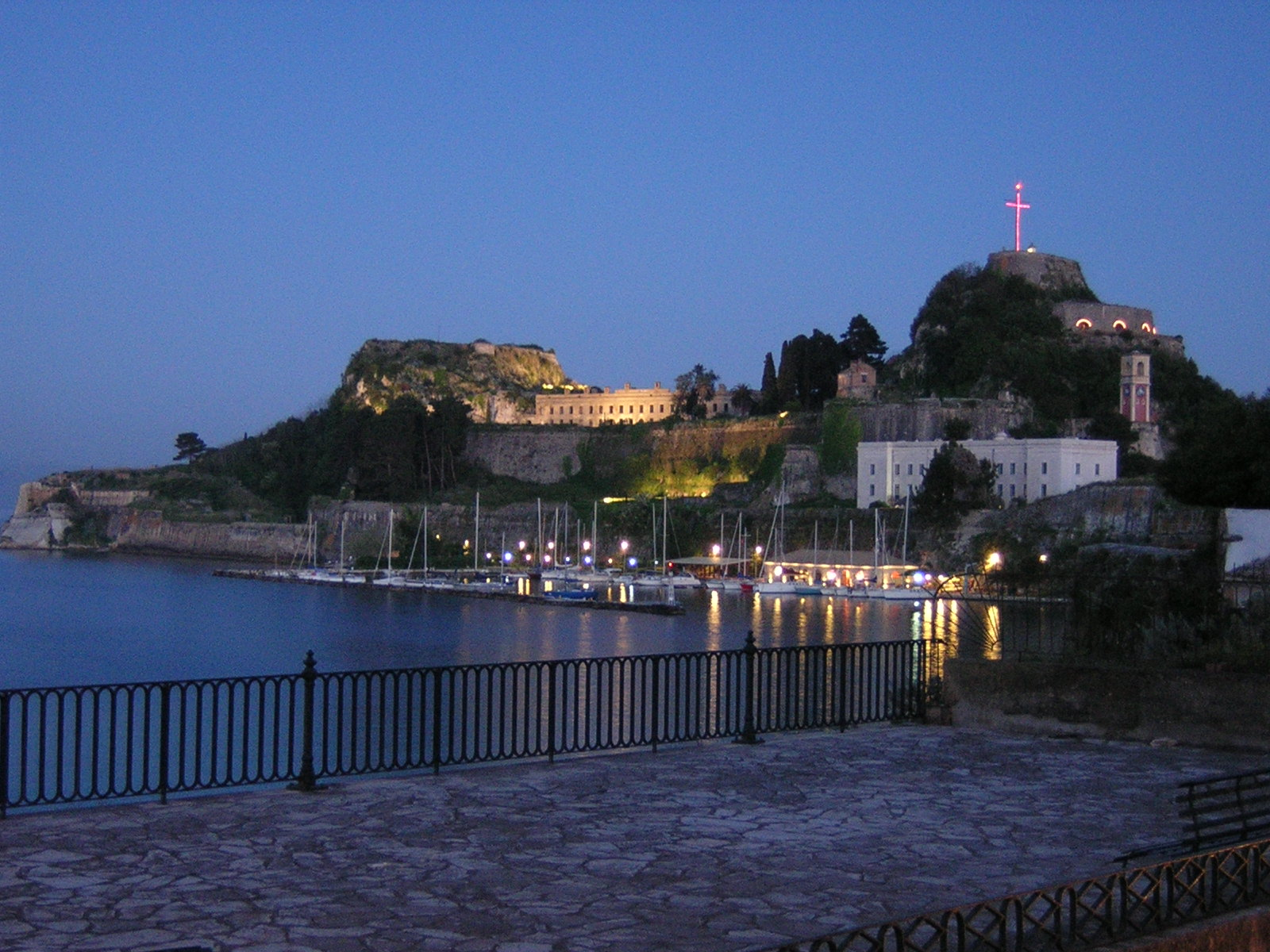
Stara forteca w Korfu

### Dzieje późniejsze
W kolejnych wiekach wyspa znajdowała się w składzie rzymskiego cesarstwa, Bizancjum i pod władzą Wenecji. Po rozwiązaniu Republiki Weneckiej przez Napoleona w latach 1800–1807 była częścią Heptanezu, czyli Republiki Siedmiu Wysp – państwa zależnego od Rosji i Turcji. Ustalenia pokoju w Tylży przekazały Korfu wraz z pozostałymi wyspami Francji. Po Kongresie wiedeńskim wyspa znalazła się pod rządami angielskimi trwającymi do 1864 roku. Ostatecznie stała się częścią niepodległej Grecji.
Mniej więcej od połowy XIX wieku Korfu stało się popularnym miejscem wypoczynkowym dla zamożnych Europejczyków – przede wszystkim Austriaków, Francuzów i Włochów.

## Geografia
Korfu to najdalej wysunięta na północ wyspa z Wysp Jońskich, położona między „obcasem włoskiego buta” a zachodnim wybrzeżem Grecji i Albanii (w północnej części odległej zaledwie o 2,5 km). Wyspa o długości linii brzegowej 217 km ma powierzchnię 592 km², długość jej wynosi 62 km, przeciętna szerokość nie przekracza 9,5 km. Zamieszkuje ją ok. 110 tys. mieszkańców (z czego ok. 35 tys. w mieście Korfu).
Północna część wyspy jest górzysta z masywami Gyros i Oros; najwyższy szczyt to Pantokrator (906 m n.p.m.); inne to Stavroskadi (849 m) i Vigles (782 m). Dla części środkowej (tzw. Mesi) typowe są wysokie wzgórza (do ok. 500 m n.p.m.) z niewielkimi kotlinami; równinna jest tylko część południowa (Lefkimi) o charakterze rolniczym.
Od strony wschodniej z wyspą sąsiaduje połączona groblą (pomostem) wysepka z klasztorem Matki Bożej Vlacherna z XVII wieku, oraz nieco odleglejsza, porośnięta piniami i cyprysami Pontikonisi (dosł. „Wyspa Myszy”), stanowiąca inspirację artystów (m.in. A. Böcklina).
Na północy i północnym zachodzie najbliższe otoczenie Korfu stanowi grupa 12 wysepek określanych zbiorczo jako Diapontia, w większości niezamieszkałych. Są to: Diakopo, Diaplo, Karavi, Kastrino, Lipso (Varka), Ostrako, Plaka (Ankyra), Plateia, Trachia oraz (zamieszkałe) Otoni, Ereikusa i Matraki.

## Klimat
Korfu charakteryzuje się przyjemnym – łagodnym i stosunkowo wilgotnym klimatem, z umiarkowanymi zimami i chłodniejszym latem. Ma wyższe średnie opady niż reszta Grecji (rocznie przeszło 1150 mm); największe w grudniu (240 mm). Latem przeważają wilgotne wiatry północno-zachodnie. Przy 144 bezchmurnych dniach w roku, średnie dzienne usłonecznienie w miesiącach maj-wrzesień wynosi 10 godzin. Mimo położenia dalej na północ, na wyspie panują temperatury podobne jak w Atenach: przeciętna minimalna to 10 °C (styczeń), a przeciętna maksymalna nie przekracza 27 °C (w lipcu); średnia temperatura w miesiącach czerwiec-sierpień (VI-VIII) wynosi 32 °C.
Mimo wytrzebienia obfitych niegdyś lasów dębowych, klimat wyspy stwarza warunki dla wegetacji nawet specyficznej roślinności, wśród której wyróżniają się dzikie orchidee (ponad 35 gatunków) oraz rośliny endemiczne (dzika mięta, gatunki krokusa).

## Gospodarka
Niemal 65% powierzchni wyspy zajmują użytki rolne, z czego 55% to uprawy oliwek. Pozostałe użytki rolne to między innymi winnice, plantacje owoców (głównie cytrusów) oraz pastwiska (25%).
Bardzo duże znaczenie dla wyspy ma turystyka. W latach 60. XX w. jako jedna z pierwszych stała się ona celem ekspansji turystyki masowej. Korfu jest odwiedzana każdego roku przez ponad milion turystów, a jedna trzecia jej mieszkańców zajmuje się turystyką i usługami z nią związanymi. Baza turystyczna dysponuje ponad 15 tys. miejsc noclegowych.

## Korfu w literaturze
Wyspa miała być pierwowzorem miejsca wygnania Prospera i Mirandy, bohaterów szekspirowskiej Burzy. O Korfu pisali także Spenser, Milton, Edward Lear, Arthur Miller, Zbigniew Herbert oraz Gerald i Lawrence Durrell. Ten ostatni poświęcił Kérkirze książkę pod tytułem Jaskinia Prospera, opiewając jej przepyszne krajobrazy. Ocena ta jest do dziś aktualna, gdyż plaże Kérkiry należą do najatrakcyjniejszych na całym archipelagu. Brat Lawrence’a, Gerald, przyrodnik i pisarz, w wydanych również w Polsce książkach Moje ptaki, zwierzaki i krewni, Moja rodzina i inne zwierzęta oraz Ogród bogów, z sentymentem wspomina lata dzieciństwa spędzone na wyspie i pierwsze fascynacje tamtejszą przyrodą.

### Galeria

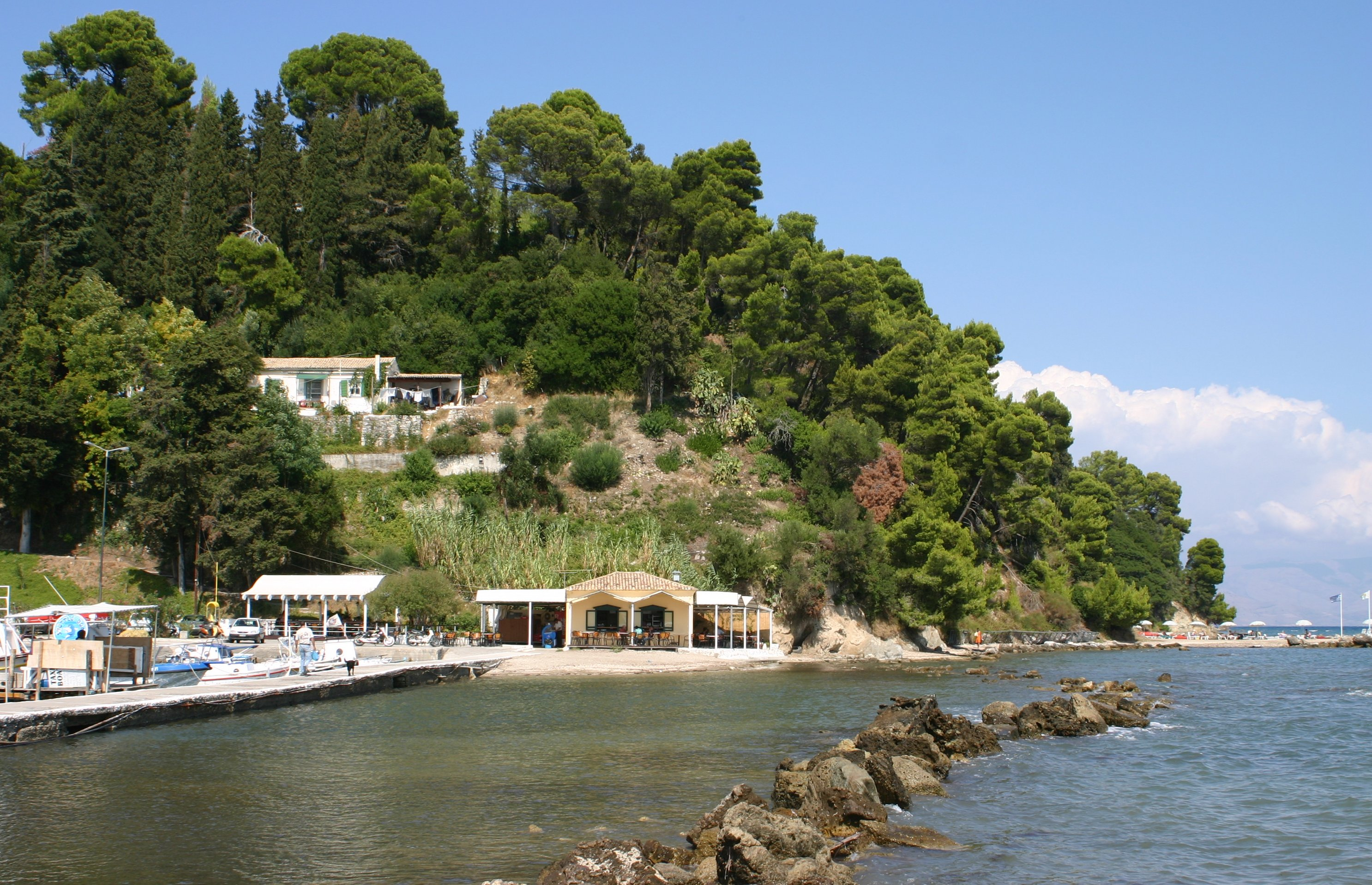
Pobrzeże wyspy
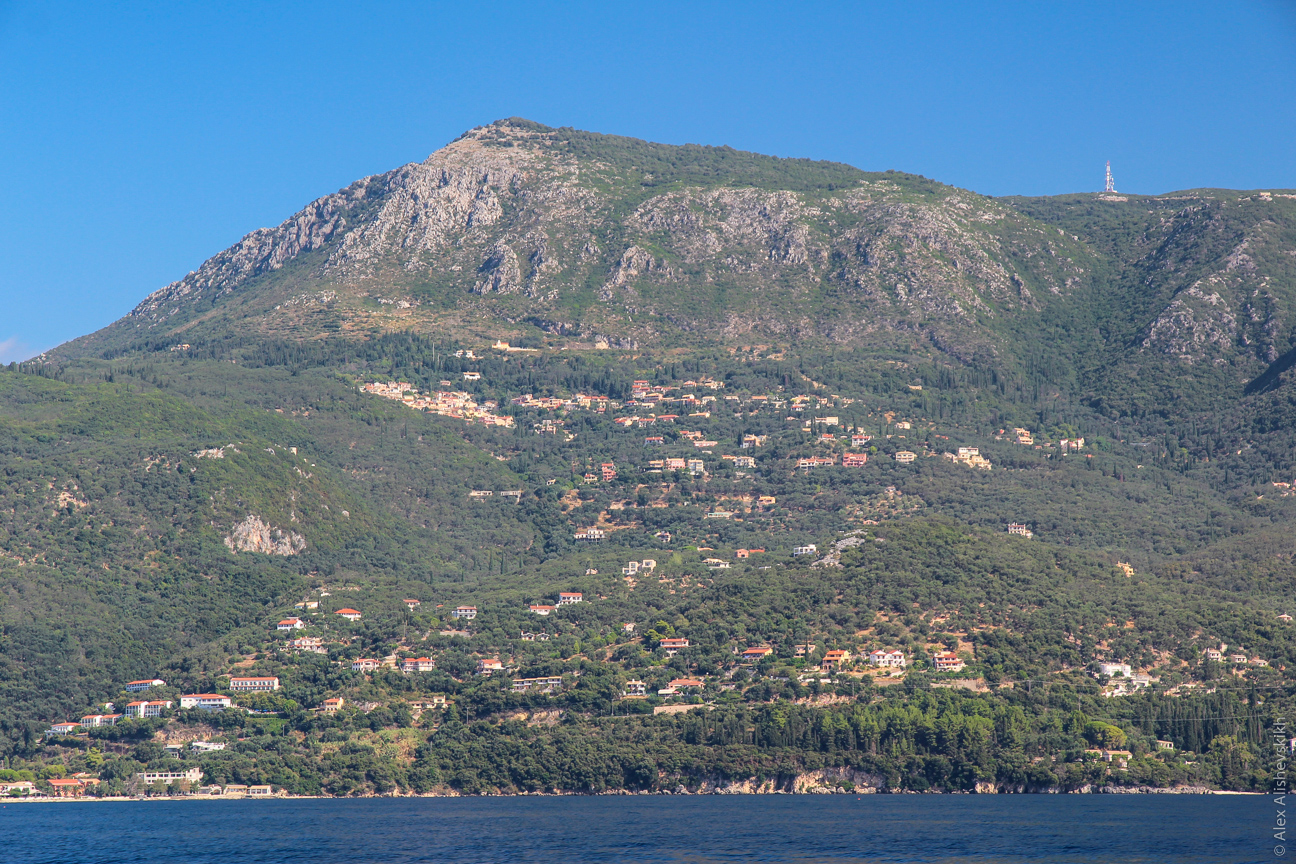
Masyw Pantokratora
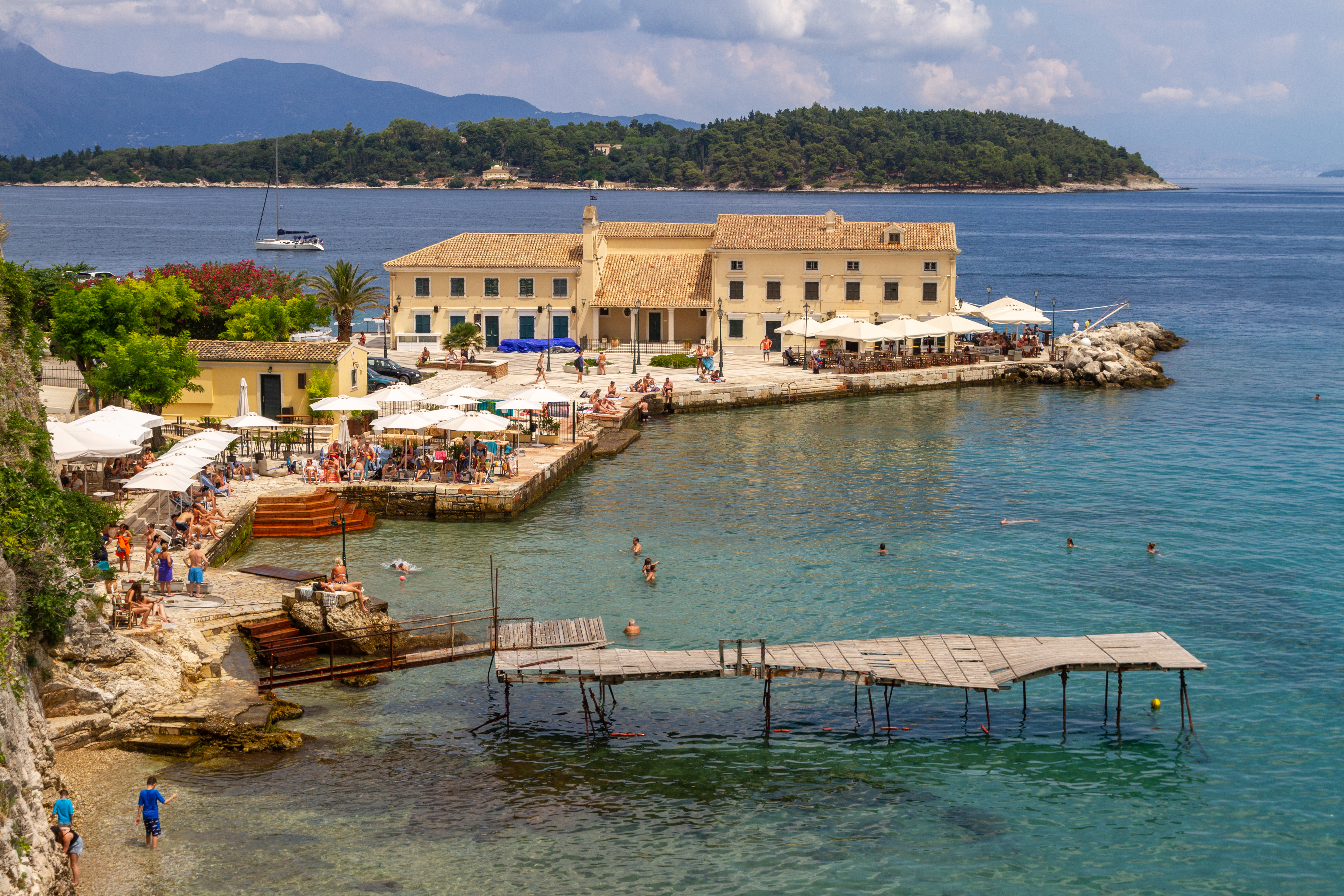
Faliraki na Korfu
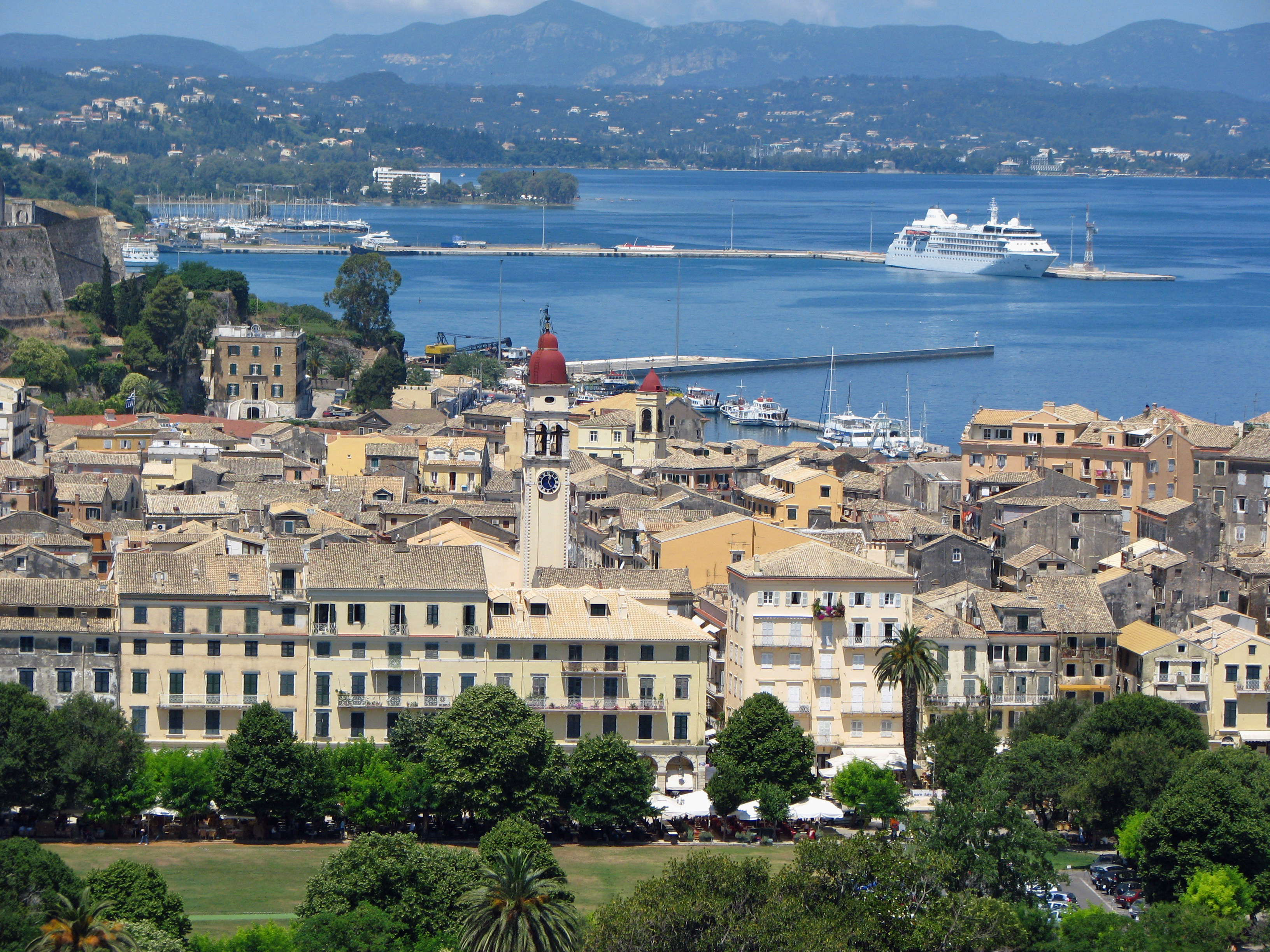
Widok miasta Korfu
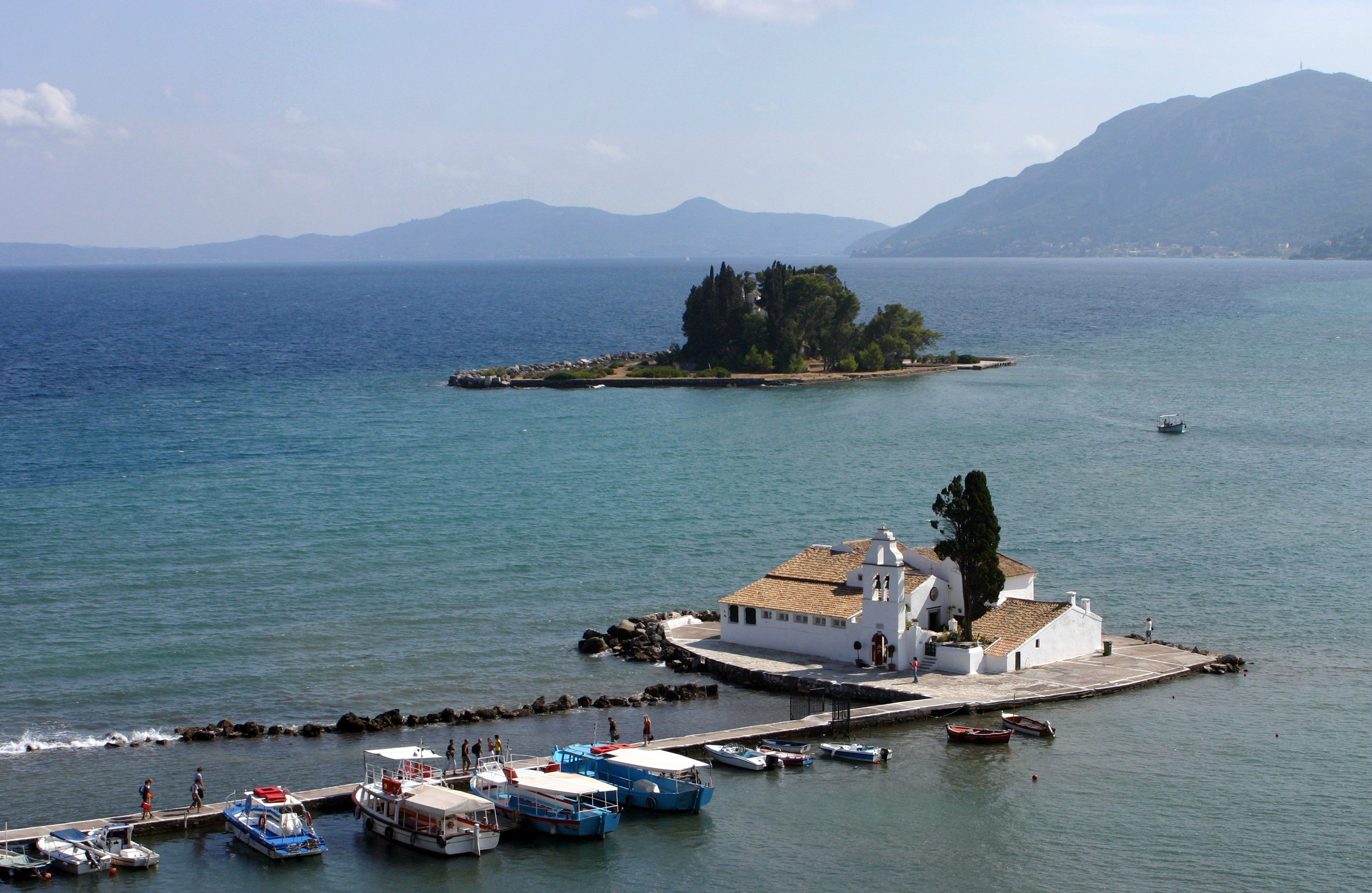
Klasztor Vlacherna i Mysia Wyspa (Pontikonisi)